# Ladislav Husárik
Ladislav Husárik (Chomutov, Checoslovaquia, 18 de julio de 1964) es un deportista eslovaco que compitió por Checoslovaquia en boxeo. Ganó una medalla de bronce en el Campeonato Mundial de Boxeo Aficionado de 1989, en el peso superpesado.
En febrero de 194 disputó su primera pelea como profesional. En su carrera profesional tuvo en total 40 combates, con un registro de 7 victorias, 32 derrotas y un empate.

## Palmarés internacional
| Representando a Checoslovaquia |              |                   |           |
| Campeonato Mundial             |              |                   |           |
| Año                            | Lugar        | Medalla           | Categoría |
| 1989                           | Moscú (URSS) | Medalla de bronce | +91 kg    |